# Cupido nigrescens
Cupido nigrescens är en fjärilsart som beskrevs av Dubois 1867. Cupido nigrescens ingår i släktet Cupido och familjen juvelvingar. Inga underarter finns listade i Catalogue of Life.